# 開運丸
開運丸(かいうんまる)は日本海軍(軍務官直轄)の運輸船。
開運は「運気を開くこと」「幸運に向かうこと」という意味。

## 艦歴
明治元年(1868年)の戊辰戦争で捕獲し鹿児島藩に移管され、後に返納され軍務官所管となった。
明治2年10月(1869年)(福井静夫の資料によると10月23日)に再度鹿児島藩へ移管された。
汽船
であるがその他の詳細は不明。

## 船長
- (艦長代)兼坂熊四郎(本職副長):明治2年6月[6] -